# سفارت ایالات متحده آمریکا در پکن
سفارت ایالات متحده آمریکا در پکن (به لاتین: Embassy of the United States) یک منطقهٔ مسکونی و نمایندگی سیاسی ایالات متحده آمریکا در چین است که در پکن واقع شده‌است.